# Andilly (Meurthe-et-Moselle)
Andilly is een gemeente in het Franse departement Meurthe-et-Moselle (regio Grand Est) en telt 218 inwoners (1999).
De gemeente maakt deel uit van het arrondissement Toul en sinds 22 maart 2015 van het op die dag opgerichte kanton Nord-Toulois. Daarvoor hoorde het bij het kanton Domèvre-en-Haye, dat toen opgeheven werd.

## Geografie
De oppervlakte van Andilly bedraagt 7,1 km², de bevolkingsdichtheid is 30,7 inwoners per km².
De onderstaande kaart toont de ligging van Andilly (Meurthe-et-Moselle) met de belangrijkste infrastructuur en aangrenzende gemeenten.

## Demografie
Onderstaande figuur toont het verloop van het inwonertal (bron: INSEE-tellingen).